# مسیر زمینی

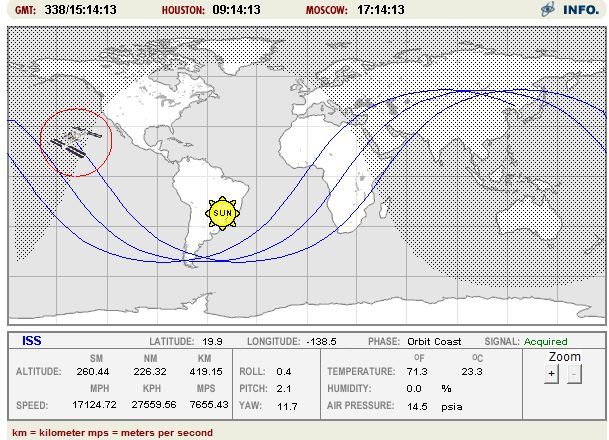
مسیر زمینی ایستگاه فضایی بین‌المللی برای نزدیک به دو بار بر گرد زمین. ناحیه‌های روشن‌تر و تیره‌تر برای نمایش روز یا شب بودن آن بخش از زمین در آن بازهٔ زمانی از مسیر زمینی به کار رفته‌است.

مسیر زمینی یا ردیابی زمینی (به انگلیسی: Ground track) مسیری است که روی سطح یک سیاره مستقیماً در زیر یک هواپیما، قمر یا ماهواره قرار دارد. در مورد ماهواره، این مسیر طرح مدار ماهواره بر روی سطح زمین یا هر جسم فضایی دیگری است؛ که ماهواره در حال چرخش بر گرد آن است.
یک مسیر زمینی ماهواره‌ای می‌تواند به عنوان مسیری در طول سطح زمین تصور شود که حرکت یک خط تخیلی بین ماهواره و مرکز زمین را ردیابی می‌کند. به عبارت دیگر، مسیر زمینی مجموعه‌ای از نقاطی است که ماهواره مستقیماً از بالای سر آن‌ها عبور می‌کند یا در چارچوب مرجع یک ناظر زمینی از بالای سر او عبور می‌کند.